# Gott nytt år!
Gott nytt år! (engelska: Turn Back the Clock) är en amerikansk TV-film från 1989 i regi av  Larry Elikann. I huvudrollerna ses Connie Sellecca, David Dukes och Wendy Kilbourne.

## Handling
Stephanie Powers drabbas av en tragedi och önskar sig en andra chans. Hon får då magiskt ett år av sitt liv tillbaka, för att leva om, i hopp om en annan utgång.

## Rollista i urval
- Connie Sellecca - Stephanie Powers
- David Dukes - Barney Powers
- Wendy Kilbourne - Tracy Alexander
- Jere Burns - William Hawkins
- Gene Barry - John Forrest
- Joan Leslie - gäst på festen
- Dina Merrill - Maureen Dowd
- Franc Luz - Michael Dean